# دلتا پیاله
دلتا پیاله یک ستاره است که در صورت فلکی پیاله قرار دارد.